# Aphrodisias
Aphrodisias (tiếng Hy Lạp cổ: Ἀφροδισιάς, đã Latinh hoá: Aphrodisiás) là một thành phố thời kỳ Hy Lạp hóa thuộc khu vực lịch sử Caria, tọa lạc phía tây của bán đảo Tiểu Á, Thổ Nhĩ Kỳ. Nó nằm gần ngôi làng Geyre ngày nay, cách bờ biển Aegea khoảng 100 km (62 mi) và về phía đông nam thành phố İzmir khoảng 230 km (140 mi).
Aphrodisias được đặt theo tên của Aphrodite, nữ thần tình yêu trong thần thoại Hy Lạp, và đây là nơi thờ cúng bà với hình tượng Aphrodite của Aphrodisias. Theo bách khoa toàn thư Đông La Mã Suda, trước khi thành phố được gọi là Aphrodisias (thế kỷ thứ 3 TCN), nó còn có tới 3 tên gọi khác, đó là: Lelégōn Pólis (Λελέγων πόλις, "Thành phố của Leleges"), Megálē Pólis (Μεγάλη Πόλις, "Thành phố Vĩ đại"), và Ninóē (Νινόη).
Vào thời điểm nào đó trước năm 640, thời Đế quốc Đông La Mã, thành phố được đổi tên thành Stauroúpolis (Σταυρούπολις, "Thánh phố Thập tự giá").